# Joan Whitney Payson
Pour les articles homonymes, voir Whitney et Payson.
Joan Whitney Payson, née le 5 février 1903 à New York (États-Unis) et morte le 4 octobre 1975 dans la même ville, est une héritière de la famille Whitney, femme d'affaires, philanthrope, mécène et collectionneuse d'art américaine. Cofondatrice et propriétaire majoritaire des Mets de New York, elle est la première femme à diriger, sans en avoir hérité, une équipe des Ligues majeures de baseball nord-américaines.

## Biographie

### Origines et études
Elle est la fille de William Payne Whitney et Helen Hay Whitney. Son frère est le diplomate John Hay Whitney. Elle hérite d'un trust de son grand-père, William C. Whitney et, à la mort de son père en 1927, elle reçoit une grande partie de la fortune familiale. Elle fréquente la Chapin School (en), puis intègre Barnard College en 1925 ; elle suit aussi des cours à l'université Brown,.

### Mets de New York
Passionnée de sport, Joan Whitney Payson est actionnaire minoritaire du club de baseball des New York Giants (en), membre des Ligues majeures de baseball. Avec son mari, elle s'oppose au déménagement de l'équipe à San Francisco en 1957. Après que la majorité des actionnaires ont approuvé le transfert, elle vend ses actions et commence à chercher une équipe de remplacement pour New York. Le couple travaille avec M. Donald Grant (en), qui l’avait représenté au conseil d'administration des Giants et avait été le seul membre du conseil à s'opposer au changement de ville de l'équipe. Ils remportent une franchise new-yorkaise de la Ligue continentale. La Ligue nationale attribue une équipe aux Payson, qui devient les Mets de New York. Joan Whitney Payson préside l'équipe de 1962 à 1975. Active dans les affaires du club de baseball, elle est appréciée du personnel et des joueurs. Elle est intronisée à titre posthume au New York Mets Hall of Fame (en) en 1981. Elle est la première femme à détenir le contrôle majoritaire d'une équipe dans une grande ligue sportive nord-américaine sans en avoir hérité,.
Elle joue un rôle déterminant dans le retour du joueur Willie Mays à New York en mai 1972.

### Course de chevaux pur-sang
Joan Whitney a hérité de la passion de son père et de son grand-père pour les courses de chevaux pur-sang. Après la mort de son père, sa mère prend la direction de Greentree Stable (en), un domaine équestre comprenant une écurie de chevaux de course à Saratoga Springs (New York) et une ferme d'élevage située à Lexington (Kentucky).
Avec son frère, Joan Whitney Payson dirige l'écurie de Greentree, remportant de nombreuses courses importantes, dont le Kentucky Derby à deux reprises, les Preakness Stakes une fois et les Belmont Stakes à quatre reprises,.

### Art
Joan Whitney Payson et son mari possèdent un manoir de 50 pièces rempli d'œuvres d'art à Greentree (en), le domaine familial des Whitney à Manhasset (État de New York).
Collectionneuse d'art passionnée, elle achète de nombreuses œuvres d'art, notamment des aquarelles, des dessins et des peintures impressionnistes et postimpressionnistes. Elle défend également les artistes américains, acquérant des œuvres de Thomas Eakins, Arthur B. Davies, Andrew Wyeth, Winslow Homer et John Singer Sargent. Elle fait don d'œuvres importantes au Metropolitan Museum of Art de New York, où se trouvent les « Joan Whitney Payson Galleries »,.
La collection Joan Whitney Payson est en prêt permanent au Portland Museum of Art (en) à Portland (Maine) et au Colby College à Waterville (Maine) pour un semestre tous les deux ans.
En 1953, elle cofonde The Country Art Gallery and Art School à Long Island avec Clarissa Watson (en).

### Famille et fin de vie
En 1924, elle épouse Charles Shipman Payson, un avocat et homme d'affaires originaire du Maine et diplômé de l'université Yale et de la faculté de droit de Harvard. Ensemble, ils ont cinq enfants :
- Daniel Carroll Payson (1925-1945)[13], tué pendant la bataille des Ardennes[14] ;
- Sandra Helen Payson (1926–2004)[15],[16], mariée à William Meyer. Ils divorcent et elle se remarie avec le baron George Weidenfeld (1919-2016)[17] ;
- Payne Whitney Payson (née en 1927)[18], qui a épousé Henry Bentivoglio Middleton, un descendant direct d'Arthur Middleton, signataire de la Déclaration d'indépendance des États-Unis[19] ;
- Lorinda Payson (en) (née en 1931), qui a épousé le diplomate Vincent de Roulet (en) (1925-1975) ;
- John Whitney Payson (1940–2016)[20], qui s'est marié à Joanne D'Elia[21],[22].

Joan Whitney Payson meurt à New York en 1975, à l'âge de 72 ans. Elle est enterrée au cimetière de Pine Grove, à Falmouth (Maine). Après sa mort, sa fille Lorinda de Roulet prend la direction des Mets.
Ses héritiers vendent leurs actions des Mets de New York en janvier 1980 ainsi que Greentree Stable. En 2005, la propriété équestre de Saratoga Springs est mise en vente au prix de 19 millions de dollars. En 1991, son fils John Whitney Payson installe de façon permanente la collection Joan Whitney Payson au Portland Museum of Art de Portland (Maine), où le bâtiment Charles Shipman Payson constitue la pierre angulaire du musée,.
Outre le domaine Greentree à Manhasset, la famille résidait dans un manoir de style néo-Renaissance à Manhattan, la Payne Whitney House. C'était un cadeau de mariage du grand-oncle de Joan, Oliver Payne, l'homonyme de son père. Conçu par Stanford White et situé au 972 de la Cinquième Avenue, il accueillait la famille et 13 domestiques.